# Ludovic Orlando
Pour les articles homonymes, voir Orlando.
Ludovic Orlando, né le 24 janvier 1977 à Marseille, est un paléogénéticien français, directeur de recherche au CNRS. Il dirige depuis 2020 le Centre d’anthropobiologie et de génomique de Toulouse à l'université Toulouse-III-Paul-Sabatier. Ses travaux visent à reconstituer l’histoire génétique des espèces animales domestiques et des sociétés humaines, en exploitant l’ADN ancien préservé dans les fossiles. Il s’est particulièrement fait connaître par ses travaux sur l'histoire génétique de la domestication du cheval.

## Formation
Ludovic Orlando étudie la biologie moléculaire et s'intéresse rapidement aux techniques informatiques appliquées au séquençage de l'ADN. Il est ancien élève de l'École normale supérieure de Lyon (admis en 1996) et agrégé en sciences de la vie et de la terre en 1999. Il obtient à l'université Claude-Bernard-Lyon-I un mastère de sciences en développement, génétique et immunologie en 2000, et un doctorat en paléogénétique en 2003. Il soutient son Habilitation à Diriger des Recherches en Décembre 2009 à l'École normale supérieure de Lyon.

## Carrière
De 2005 à 2010, il est maître de conférence à l'École normale supérieure de Lyon. Il obtient son habilitation à diriger des recherches (HDR) de l'École normale supérieure de Lyon en 2009.
Il rejoint en 2010 le Centre de Géogénomique de l'université de Copenhague, où il dirige une équipe de recherche jusqu'en 2016, et travaille avec le paléogénéticien danois Eske Willerslev (en). Il y est nommé professeur d'archéologie moléculaire en 2016, et y exercera jusqu'en 2020.
Il est nommé directeur de recherche au CNRS à Toulouse en 2016. Il fonde en 2020 le Centre d'anthropobiologie et de génomique de Toulouse, dont il est le directeur.

## Travaux
Ludovic Orlando a repoussé les limites temporelles de la paléogénomique en séquençant le premier génome du Pléistocène moyen.
Il a découvert le berceau des chevaux domestiques modernes dans la steppe pontique il y a 4 200 ans, et a retracé l’origine des ânes domestiques en Afrique de l'Est vers 5000 av. J.-C.. Il a établi que le Cheval de Przewalski, loin d'être une forme sauvage subsistante, était le descendant retourné à la vie sauvage d'une première domestication du cheval réalisée par les populations de la culture de Botaï, vers 3000 av. J.-C. en Asie centrale.
De 2016 à 2022, il a animé un projet du Conseil européen de la recherche, intitulé Pegasus.
Il anime depuis 2023 le projet Horsepower financé par le Conseil européen de la recherche, qui implique trois autres équipes de recherches Européennes à l'Université d'Oxford, au British Museum et à Mayence.
Depuis 2021, il dirige le programme international du CNRS intitulé AnimalFarm qui inclut les laboratoires travaillant sur l'ADN ancien des universités d'Oxford, de Trinity College à Dublin, Louis-et-Maximilien à Munich, ces laboratoires se spécialisant dans la reconstruction de l'histoire de la domestication des espèces d'animaux domestiques.

## Prix
- Prix Le Monde 2004 de la recherche universitaire
- Prix Cadre noir 2023
- Médaille d’argent du CNRS 2023
- Newcomb Cleveland Award 2023
- Grand-prix Charles-Léopold Mayer 2024

## Publications

### Ouvrages
- Ludovic Orlando, L'anti-Jurassic Park : Faire parler l'ADN fossile, Belin éditeur, coll. « Pour la science », 2005 (ISBN 2-7011-4136-2)
- Ludovic Orlando, L'ADN fossile, une machine à remonter le temps, Odile Jacob, coll. « Sciences », 2021 (ISBN 978-2-7381-5423-1)
- Ludovic Orlando, La conquête du cheval : Une histoire génétique, Odile Jacob, 2023 (ISBN 978-2-4150-0436-1)

### Articles (sélection)
- (en) Charleen Gaunitz, ... et Ludovic Orlando, « Ancient genomes revisit the ancestry of domestic and Przewalski's horses », Science, vol. 360, no 6384,‎ 6 avril 2018, p. 111-114 (DOI 10.1126/science.aao3297)
- (en) Antoine Fages, ... et Ludovic Orlando, « Tracking Five Millennia of Horse Management with Extensive Ancient Genome Time Series », Cell, vol. 177, no 6,‎ 30 mai 2019, p. 1419-1435.e31 (DOI 10.1016/j.cell.2019.03.049)
- (en) William Timothy Treal Taylor, ... et Ludovic Orlando, « Early dispersal of domestic horses into the Great Plains and northern Rockies », Science, vol. 379, no 6639,‎ 31 mars 2023, p. 1316-1323 (DOI 10.1126/science.adc9691)
- (en) Pablo Librado, ... et Ludovic Orlando, « The origins and spread of domestic horses from the Western Eurasian steppes », Nature, vol. 598, no 7882,‎ 20 octobre 2021, p. 634-640 (DOI 10.1038/41586-021-04018-9)
- (en) Pablo Librado, ... et Ludovic Orlando, « Widespread horse-based mobility arose around 2200 BCE in Eurasia », Nature, vol. 631, no 8022,‎ 6 juin 2024, p. 819-825 (DOI 10.1038/s41586-024-07597-5)
- (en) Pablo Librado, ... et Ludovic Orlando, « Ancient genomic changes associated with domestication of the horse », Science, vol. 356, no 6336,‎ 28 avril 2017, p. 442-445 (DOI 10.1126/science.aam5298)
- (en) Ludovic Orlando, "..." et Eske Willerslev, « Recalibrating Equus evolution using the genome sequence of an early Middle Pleistocene horse », Nature, Springer Nature, vol. 499, no 7456,‎ 26 juin 2013, p. 74–78 (ISSN 0028-0836, DOI 10.1038/nature12323)
- (en) Evelyn Todd, ... et Ludovic Orlando, « The genomic history and global expansion of domestic donkeys », Science, vol. 377, no 6611,‎ 8 septembre 2022, p. 1172-1180 (DOI 10.1126/science.abo3503)